# Etika živali
Etika živali ali živalska etika je kategorija etike, ki se posebej posveča odnosu človeka do živali. Gre za vedo, ki etično vrednoti življenje živali in poskuša ugotoviti, kakšne so dolžnosti človeka napram nečloveškim živalim. Pod etiko živali uvrščamo zelo različne teme, ki so povezane z moralnim statusom živali. Mednje spadajo vprašanja živalskih pravic, različne etične teorije za utemeljevanje moralnega statusa, tematika živinoreje, problem poskusov na živalih, zakonodaja o živalih, vprašanje živalske zavesti, ravnanje z divjimi živalmi, problematika mučenja itd.

## Pravice živali
Posebej zahtevno področje etike živali je vprašanje o obstoju živalskih pravic. Do kakšne mere lahko govorimo o tem, da imajo živali pravice kot samostojni subjekti? To vprašanje je iz filozofskega vidika precej pomembno, saj razglablja o tem, ali moramo pri živalih pravice razumeti na popolnoma enak način kot pri ljudeh. Problem je v tem, da živali same niso v vzajemnem odnosu do človeka – tako pravi velik del filozofov etike, med njimi tudi Eberhard Schockenhoff. Pravica neke živali torej ne more biti vezana na to, da žival sama z neko zmožnostjo in kot nosilka odgovornosti nekaj dela (tako kot človek). Temelj za pravice živali ne gre iskati v tem, da so živali subjekti lastne odgovornosti, ampak v tem, da spadajo k širši moralni skupnosti – da jih torej kljub temu, da niso moralni agenti (tisti, ki moralo ustvarjajo), lahko uvrščamo med objekte morale (saj so na nek način naslovniki, prejemniki morale človeka).
Tisti, ki oporekajo uporabi pojma pravice živali, se sklicujejo ravno na to, da živali kot bitja brez moralne odgovornosti niso nosilci pravic. Filozof Roger Scruton je neobstoj živalskih pravic utemeljeval na dejstvu, da živali ne tvorijo socialnih stikov. Zaradi neobstoja dolžnosti pri živalih prav tako ne bi mogli govoriti, da imajo pravice. Tako misleči sprejemajo dejstvo, da živali napram človeku predstavljajo neko moralno obveznost, močno pa ohranjajo distanco v smislu, da je pojem človekovih pravic neprimerljivo višji od moralnega statusa živali. Mnogi zagovarjajo stališče, da je za potrebe človeka mogoč tudi odvzem življenja ostalih živih bitij; človek lahko živali uporabi v svojo korist, v kolikor ne pride na njihovi strani do nepotrebnega trpljenja.
Prva država v zgodovini, ki je želela pravno zaščititi moralni status živali, je Irska. Njen zakon je leta 1635 prepovedoval vlečenje repa in trganje volne pri živi ovci. Irski so v naslednjem stoletju sledile še države, kot sta Massachusetts (zakon proti krutosti) in Japonska (proti ubijanju za meso). V času razsvetljenstva se je pojavila etična teorija, da živalim pripadajo pravice zaradi dejstva, da občutijo trpljenje. Tak pogled je med prvimi zagovarjal Jeremy Bentham. Temu podobni nazori so v devetnajstem stoletju botrovali povečani pravni zaščiti živali po vsem svetu. Med ljudmi so se začele pojavljati ideje veganstva, za namen širjenja živalskih pravic pa so začele nastajati najrazličnejše civilnodružbene organizacije.

## Etične teorije
Področje živalske etike je z vidika njenega filozofskega utemeljevanja precej raznoliko. Obstaja več smeri, ki vsaka na svoj način želijo upravčiti dejstvo, da človek v odnosu do živali poseduje določene moralne dolžnosti.
Poleg spodaj navedenih teorij poznamo znotraj etike živali še naslednje: kontraktualizem (ravnati tako, kot bi ravnal, če bi človek v situaciji brez predhodnih zakonov, ki bi urejali pravice živali, sklenil o tem hipotetično pogodbo), etika skrbi (ravnati se po tem, kar človek do živali občuti – npr. po skrbi ali po naklonjenosti), etika pravic (gledati na živali najprej kot na nosilce pravic in s tem uskladiti ravnanje) itd.

### Utilitarizem
Ena izmed teh je teorija konsekvencializma: vanjo spada več različnih teorij, ki jih povezuje stališče, da pravilnost moralnih dejanj presojajo po njihovih posledicah. Najbolj razširjena konsekvencialistična teorija je utilitarizem. Peter Singer, njen poglavitni predstavnik, je mnenja, da je kriterij za pravičnost nekega dejanja določen z razmerjem med njegovo koristjo in povzročeno škodo. To pomeni, da je pri presoji različnih možnih dejanj moralno prav izbrati tisto, pri katerem je to razmerje najboljše. Sama notranjost procesa v moralnem dejanju za utilitarizem ni pomembna, pomemben je zgolj izkupiček v koristi in škodi.
Singerjeva teorija moralno odgovornost utemeljuje s pojmom zavedanja: »Samozavedanje včasih povezujemo s tem, da ob pogledu v ogledalo vemo, da gledamo sebe, ne pa nekega drugega bitja.« Po takšni razlagi med bitja, ki jim pripada moralni status osebe, spadajo tudi nekatera nečloveška bitja (npr. opice). Za Singerja je torej pomembno samo to, da je takšnemu bitju, ki ima zavedanje, storjena največja možna mera koristi in najmanjša možna mera škode, ki mu jo človek z moralnim dejanjem povzroči. Njegova teorija je prav na tej točki deležna tudi mnogih kritik, ker s svojim razmišljanjem na podlagi zavedanja lahko odreče status osebe posameznim človeškim bitjem (zarodkom, novorojenčkom, osebam z demenco, osebam v trajnem vegetativnem stanju). Ljudem, ki v določenem trenutku (še) nimajo samozavedanja, tako rekoč odreče pravice, ki bi jim pripadale kot osebam. Marsikateri filozof zaradi tega v Singerjevi teoriji prepozna več novih dilem kot rešitev. 

### Etika vrlin
Druga možnost utemeljevanja etike živali je teorija kreposti. Gre za to, da glavni razlog moralnega ravnanja niso pozitivne posledice nekega dejanja, temveč temeljne etične drže (kreposti) same. Pri tej teoriji je središče na moralnemu agentu (človeku), ki z moralno odgovornostjo do živali izraža sebe kot moralno krepostnega. Še drugače povedano, tisti, ki skrbi za živali, to dela iz razloga, da bi bil sam bolj moralen. Etika kreposti spodbuja posameznika, naj gradi na lastnem moralnem značaju, ne daje pa konkretnih usmeritev, kaj je v konkretnih dilemah prav in kaj ne (npr. kdaj so poskusi na živalih sprejemljivi). Človek sam je tisti, ki v stremljenju k moralni odličnosti oz. krepostnosti presoja posamezno situacijo. Če krepi takšen pristop, naj bi bil vedno bolj sposoben v konkretnosti odreagirati tako, da ga bo dejanje naredilo bolj moralnega. Po mnenju mnogih ta teorija poleg utilitarizma in egalitarizma (zagotavljanje enake razporeditve ugodnih učinkov med vsa bitja) predstavlja pravo nasprotovanje specizmu (diskriminaciji do ostalih vrst živih bitij).

### Deontološki pristop
Tretje pomembno izhodišče za izpeljavo moralne dolžnosti do živali je deontološki pristop. Deontološka etika, ki se sicer pojavlja v različnih oblikah, se v temelju opira na moralno filozofijo Immanuela Kanta. V središču je pojem dolžnosti: moralnost dejanja se torej meri po tem, v kolikšni meri je le to skladno z agentovo (človekovo) dolžnostjo, in to ne glede na posledice. V sferi etike živali je torej moralno pravilno tisto, kar se sklada s človekovo notranjo dolžnostjo, ki jo v odnosu do živali poseduje. Problem takšnega pristopa nastopi, ko pride do različnih mnenj o tem, kakšne sploh so dolžnosti človeka. Za nekatere je lahko dolžnost to, da na živalih opravlja poskuse v človeški blagor, za druge pa nasprotno – da se denimo tudi zavoljo manjšega razvoja znanosti zaščiti vse živali.

## Reja živali
Eno od področij, kjer se krešejo različni pogledi živalske etike, je živinoreja. Najbolj radikalna smer oporeka vsakršni rabi živali v korist ljudi. Poskusi na živalih, prehranjevanje z mesom in živalskimi izdelki so po tem mnenju popolnoma nesprejemljivi. Podporniki te smeri oporekajo temu, da lahko človek izboljšuje svoje življenje ali – še bolj specifično – svojo prehrano na račun živali; živali torej ne smemo obravnavati kot del prehranjevalne verige. Med zgodovinskimi utemeljitelji etike živali tako radikalnega stališča še ni bilo zaslediti.
Najpomembnejša med njimi, Jeremy Bentham in Arthur Schopenhauer, sta podpirala stališče, da človek vendarle ima pravico do reje živali za svojo prehrano. Kot glavni argument sta navedla, da bi opustitev živinoreje povzročilo več škode za ljudi kot pa koristi za živali. Drugo stališče v podporo živinoreji zagovarjajo klasični utilitaristi. Pravijo, da je človekova potreba po živalski hrani tista, ki dotičnim živalim celo koristi – ker je več potrebe po hrani, človek načrtno povečuje razmnoževanje in gojenje teh živalskih vrst ter s tem živalim omogoča življenje. Bolj antropocentrično razmišljanje predlaga bolj celostno gledanje. V zavedanju višjega položaja napram živalim človeku dopušča, da njihova življenja uporabi za potešitev lastnih potreb ter za izboljšanje lastnega življenja. Ker pa človek poseduje tudi razum in moralni čut, je dolžan, da za živali poskrbi – da se kot skrbnik njihove reje izkaže kot moralno in razumno bitje. Živali torej lahko goji v svojo korist, ne sme pa jih gojiti na cenen, malomaren in njim nevreden način.

## Poskusi na živalih
Etični razmislek je na mestu tudi na področju poskusov na živalih. Gre za področje, kjer se kaže nenadomestljiva vloga določenih živalskih primerkov (miši, zajci itd.) pri razvoju medicinske znanosti. Hkrati pa zaznavamo tudi nenujno rabo živali za poskuse s kozmetičnimi izdelki in čistili. Stališče EU do slednjega je od 2009 jasno, saj velja prepoved prodaje tistih kozmetičnih izdelkov, ki so proizvedeni z živalskim testiranjem. Do testiranja na splošno pa v mednarodni sferi velja načelo trojnega R iz leta 1959: replacement (nadomestilo), reduction (zmanjšanje) refinement (izboljšanje). Tudi sicer med zagovorniki živalske etike prevladuje stališče, da se poskusi na živalih lahko izvedejo v medicinske namene le v primeru, ko za to ni druge možne poti. Pri tem mora biti korist, ki jo bo testiranje prineslo za medicino in človekov blagor, sorazmerna škodi, ki bo povzročena živali. Pri živalskem testiranju je torej nujno potrebno zagotovilo, da bo rezultat uspešen in da bo odločilno prispeval k razvoju medicine ali farmacije. Potrebno je tudi poskrbeti, da se bo pred poskusom in po njem z živaljo ustrezno in dostojno ravnalo.